# Azteca lallemandi
Azteca lallemandi är en myrart som beskrevs av Auguste-Henri Forel 1899. Azteca lallemandi ingår i släktet Azteca och familjen myror. Inga underarter finns listade.